# مقبرة أوبسالا القديمة

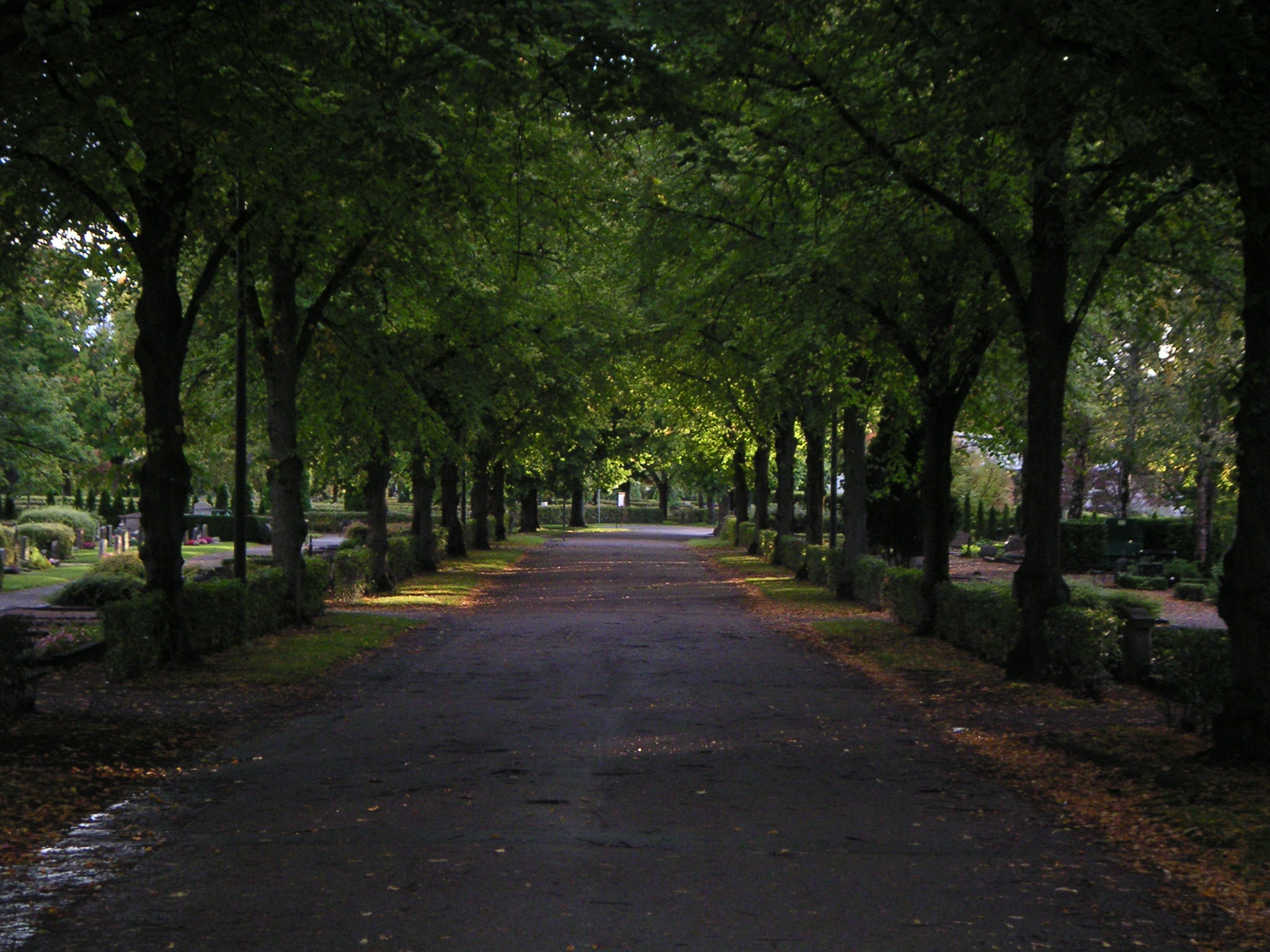
شارع في مقبرة أوبسالا القديمة.

مقبرة أوبسالا القديمة ( (بالسويدية: Uppsala gamla kyrkogård)‏ مقبرة في أوبسالا، السويد.

## مدافن بارزة
- جريتا أرويدسون (1906-1998)
- سفين أودين (1887-1934)
- لاسي إريكسون (1949-2011)
- غوستاف فرودينج (1860-1911)
- داغ همرشولد (1905-1961)
- سالومون إيبرهارد هنشن (1847-1930)
- غوستا كنوتسون (1908-1973)
- لوتن فون كرامير (1828-1912)
- برونو ليلجيفورز (1860-1939)
- فيفيكا ليندفورس (1920-1995)
- يواكيم دانيال أندرياس مولر (1812–1857)
- مارغيت ساهلين (1914-2003)
- هاكان باركمان (1955-1988)
- أندرس فريدريك ريجنيل (1807-1884)
- جان إريك روس (1935-2017)
- كارل إينار ثوري أف ويرسن (1875-1946)

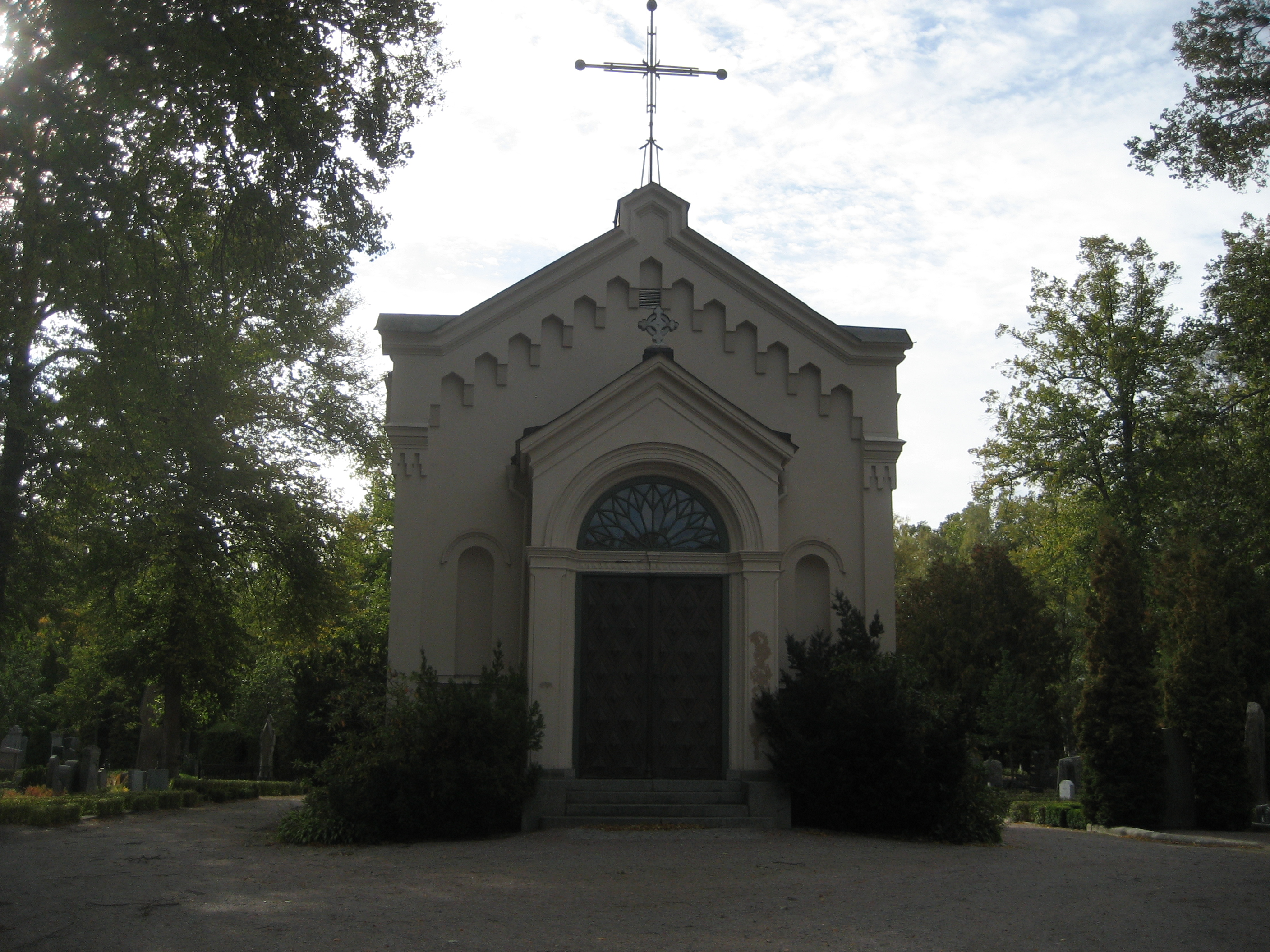
كنيسة صغيرة
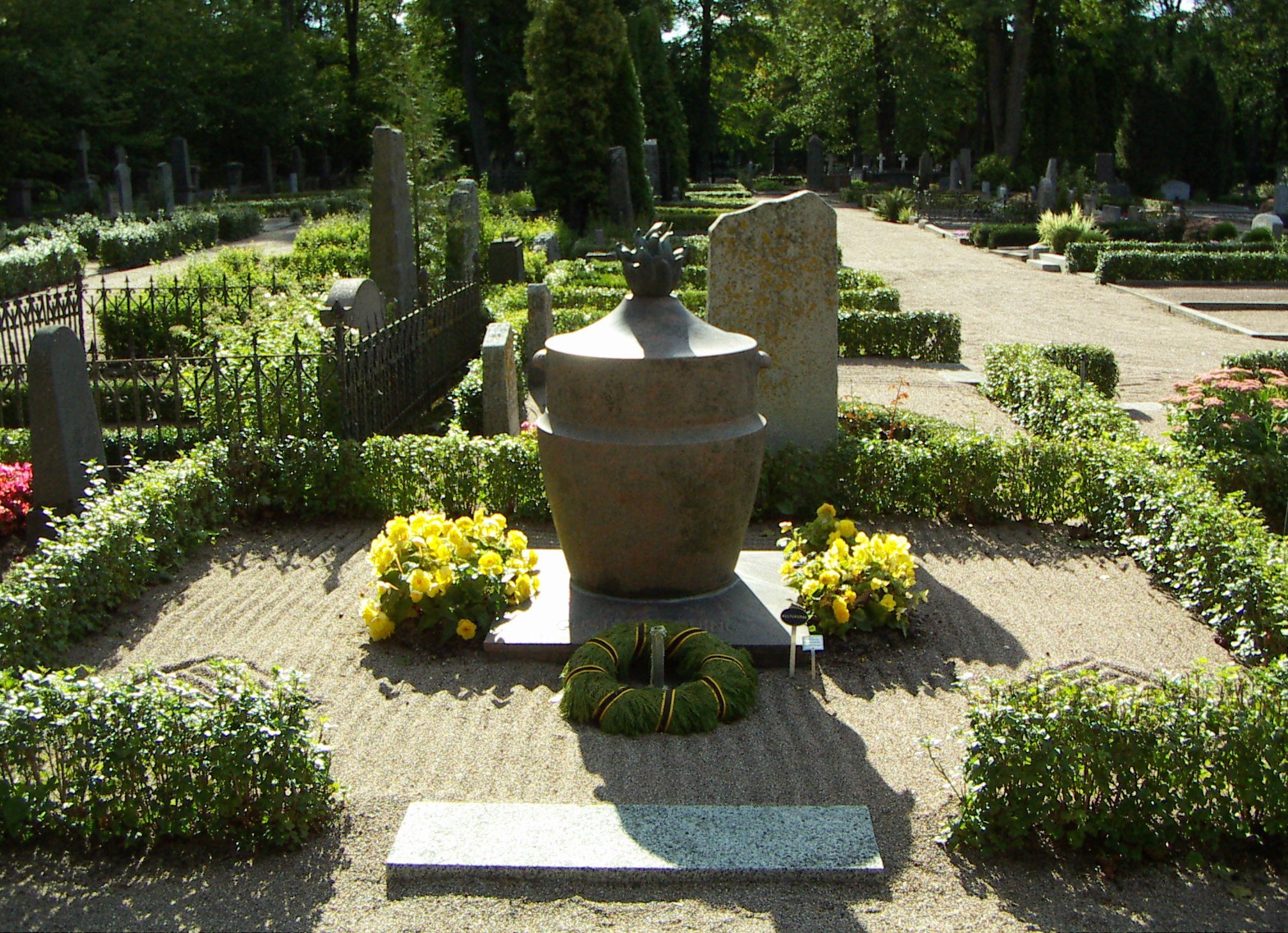
جوستاف فرودينج
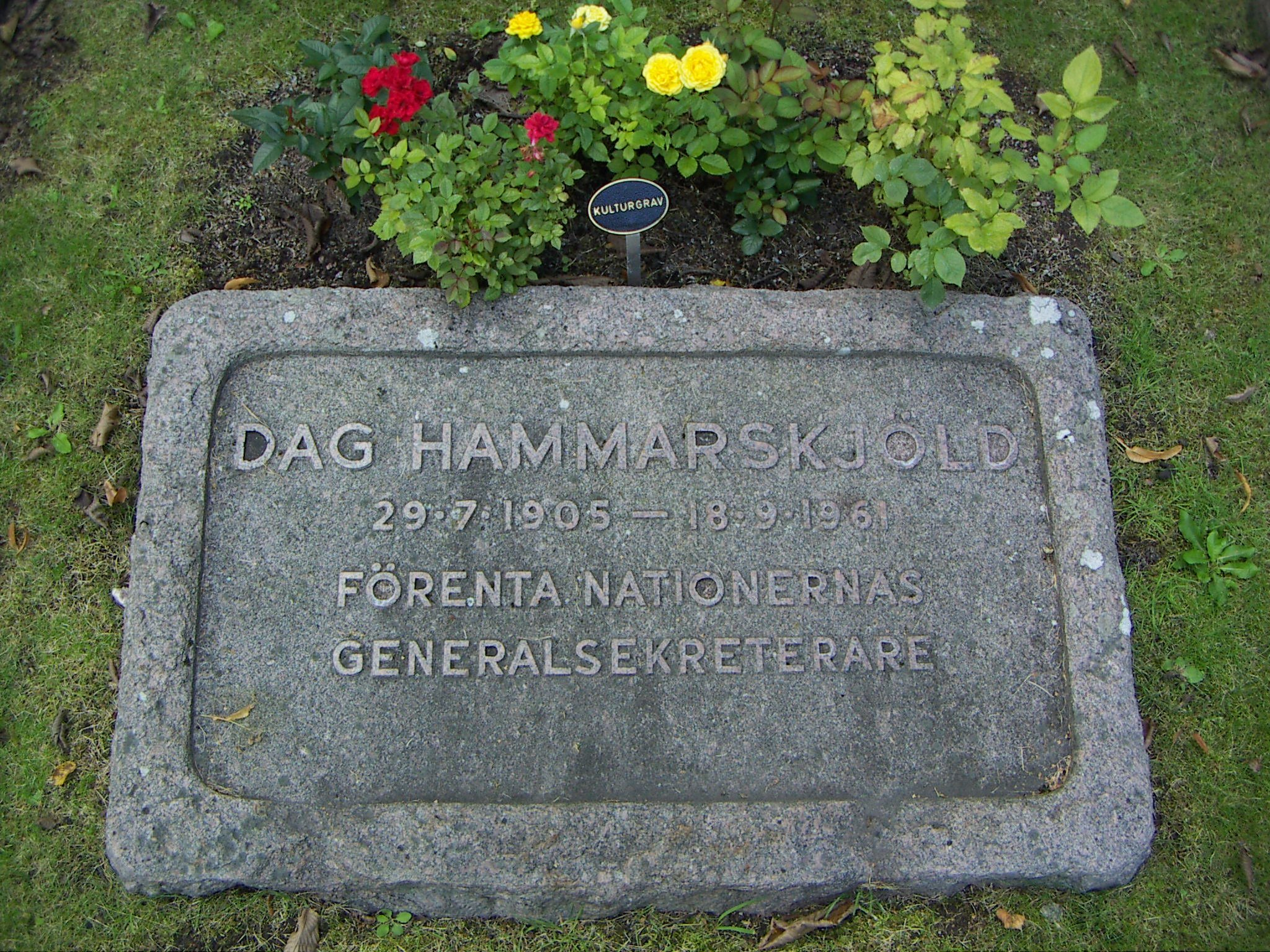
داغ همرشولد
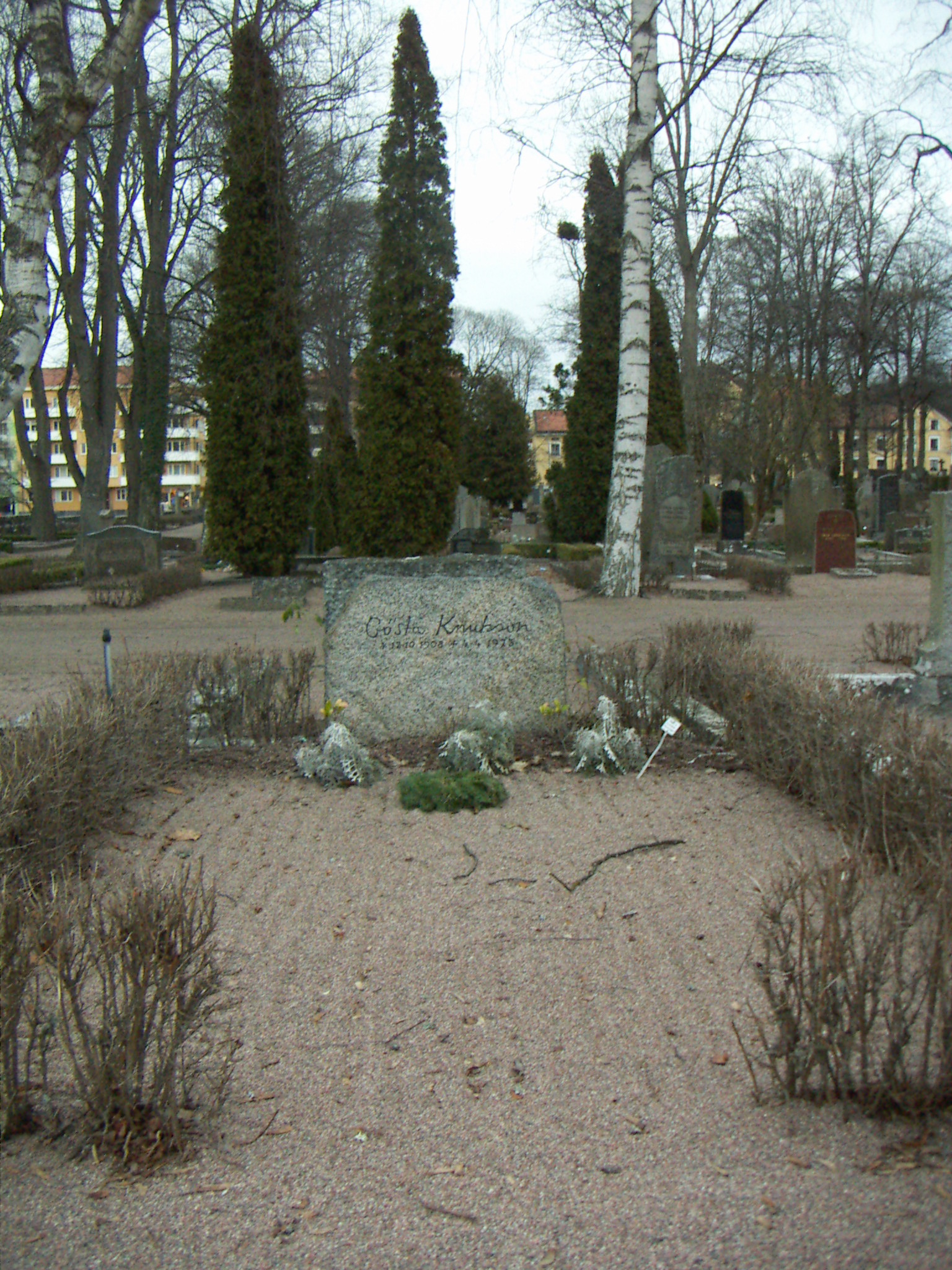
غوستا كنوتسون
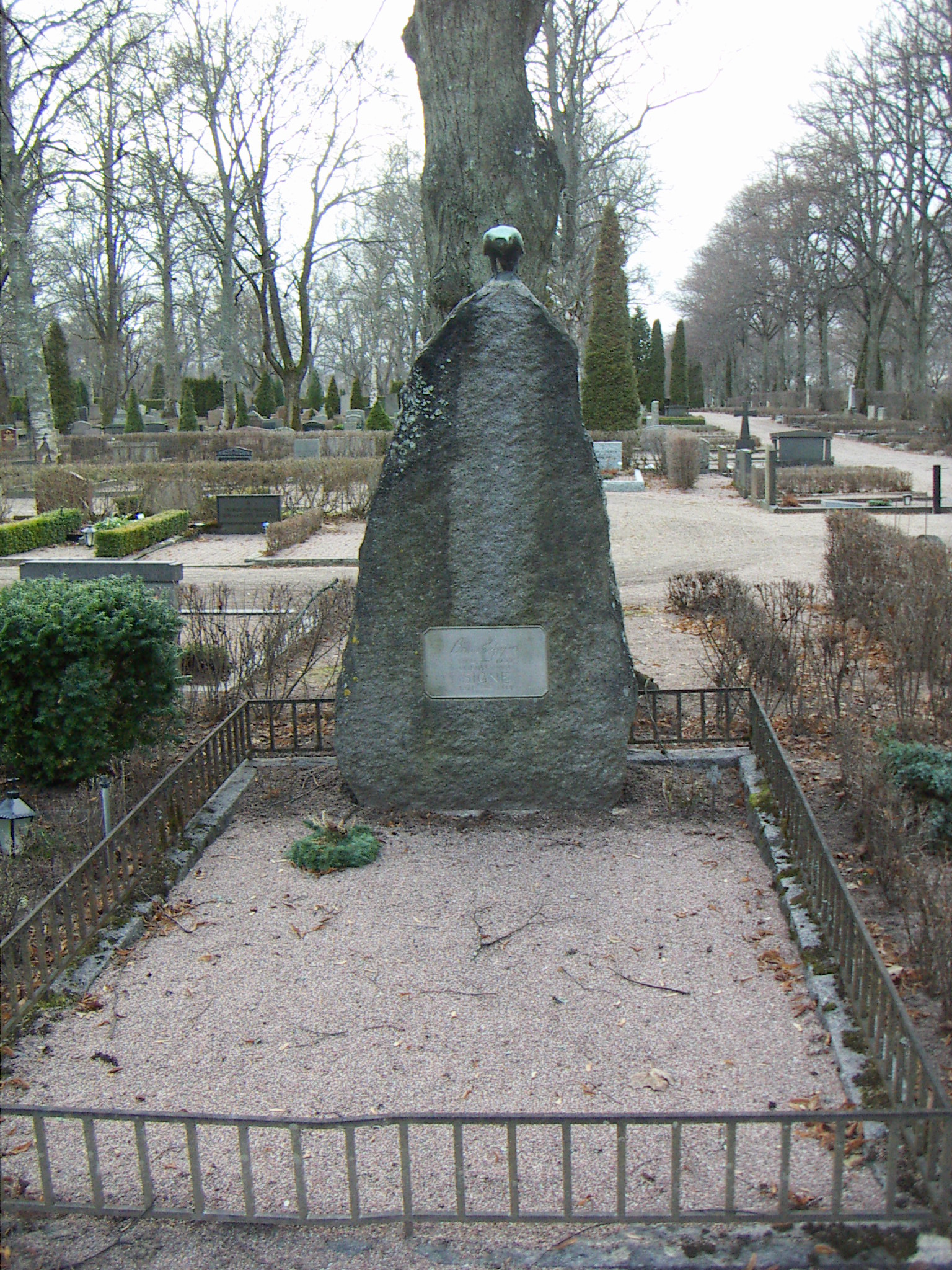
برونو ليلجيفورس